# Chiesa e Quartiere (rivista)
Chiesa e Quartiere è stato un periodico bolognese di architettura arte e urbanistica edito dal 1957 al 1968.
Edito dall'UTOA (Ufficio Tecnico Organizzativo Arcivescovile) per i poligrafici de Il Resto del Carlino, usciva come quaderno trimestrale a cura del Centro di studio e informazione per l'architettura sacra di Bologna, a cui si aggiungerà successivamente anche il Centro studi d'architettura per la comunità cristiana di Milano.

## Storia
Giacomo Lercaro sin dal suo insediamento sulla cattedra arcivescovile di Bologna nel 1952 si pone come obiettivo un forte rinnovamento dell'ambiente cattolico cittadino, partendo innanzitutto dalla costruzione di nuove chiese parrocchiali e dallo studio dei problemi nella periferia urbana in rapida espansione. Diventa quindi sin da subito centrale il tema della nuova architettura sacra.
Così si esprimerà al congresso nazionale di architettura sacra di Bologna del 1955:
Il congresso trova l'adesione di architetti di caratura internazionale come Walter Gropius, Gerhard Langmaack, Le Corbusier, Richard Neutra, Jacobus Johannes Pieter Oud, Heinrich Rosskotten, Eero Saarinen, Giovanni Michelucci e Ludovico Quaroni.
Viene così fondato il 1º agosto dello stesso anno, a supporto della diretta azione pastorale di Lercaro, l'Ufficio Nuove Chiese.
L'obiettivo del nuovo ufficio diocesano è principalmente quello di edificare nuove chiese nella periferia bolognese. Per farlo si avvale di una sezione tecnica, che in particolare svolge le seguenti attività:
- urbanistica, collaborando con gli organi competenti comunali e con gli Istituti per l'edilizia sovvenzionata per il collocamento dei nuovo complessi parrocchiali nelle zone di espansione del Piano regolatore;
- di definizione dei confini dei terreni per l'edificazione dei nuovi complessi e la realizzazione di soluzioni provvisionali per l'insediamento del Parroco che possa essere già a servizio delle nuove comunità parrocchiali;
- di approntamento delle pratiche per l'applicazione delle leggi speciali Legge 10 agosto 1950, n. 784, Legge 18 dicembre 1952, n. 2522 (Concorso dello Stato nella costruzione di nuove chiese), Legge 9 agosto 1954, n. 640 (Provvedimenti per l'eliminazione delle abitazioni malsane).

Nasce così, subito dopo il congresso, contestualmente all'Ufficio nuove chiese, un primo nucleo del Centro studi e informazione per l'architettura sacra e della rivista Chiesa e quartiere, definita come organo di pubblicazione del centro studi.
Il centro studi verrà formalmente fondato dal Cardinale Lercaro, dall'architetto Giorgio Trebbi e dall'architetto Glauco Gresleri il 7 ottobre 1960.. 
Dalla prima uscita, avvenuta nel novembre 1957 come allegato al bollettino Amici del Cardinale, il trimestrale vedrà lo stesso cardinale Lercaro intervenire sulle sue pagine, e complessivamente verranno editi 47 numeri fino alla chiusura avvenuta nel 1968.
Tra i convegni che attestano la centralità internazionale del Centro e della rivista Chiesa e Quartiere è utile segnalare la partecipazione di Gherardi, Trebbi, dei Gresleri e di Scolozzi al Congres mondial sur le theme: "Spiritualite, art et culture dans la civilisation a devenir" organizzato dal S.I.A.C. (Societé Internationale des Artistes Chrétiens) a Bologna dal 15 al 18 settembre 1967, che affiancano Kenzo Tange, Giovanni Michelucci, Jan Hollak, Alfred Manessier, Bernard Zehrfuss, Alvar Aalto, Vilma Sturm ed altri. Al convegno parteciperà anche il Sindaco di Bologna Guido Fanti, che incontrando Tange coglierà l'occasione per commissionargli il progetto di espansione della città in direzione nord.

### I numeri
L'avvio della rivista
- CH.+Q. 0, novembre 1955 _ allegato al fascicolo n.7 di "Amici del Cardinale"
- CH.+Q. 1-2, febbraio 1956
- CH.+Q. n.3-4-5, ottobre 1956

L'inizio della serie 
- CH.+Q. 1, marzo 1957 _ Il tema sacro nell'architettura minore del mediterraneo
- CH.+Q. 2, giugno 1957 _ Chiesa e comunità
- CH.+Q. 3, settembre 1957 _ Valori perenni ed espressioni nuove
- CH.+Q. 4, dicembre 1957 _ Architetture Religione
- CH.+Q. 5, marzo 1958 _ monografia sull'architettura religiosa di Antoni Gaudì
- CH.+Q. 6, giugno 1958
- CH.+Q. 7, settembre 1958
- CH.+Q. 8, dicembre 1958
- CH.+Q. 9-10, marzo-giugno 1959
- CH.+Q. 11, settembre 1959
- CH.+Q. 12, dicembre 1959
- CH.+Q. 13, marzo 1960
- CH.+Q. 14, giugno 1960
- CH.+Q. 15, settembre 1960
- CH.+Q. 16, dicembre 1960
- CH.+Q. 17, marzo 1961
- CH.+Q. 18, giugno 1961
- CH.+Q. 19, settembre 1961 _ Bologna chiese 1
- CH.+Q. 20, dicembre 1961 _ Bologna chiese 2
- CH.+Q. 21, marzo 1962 _ Bologna chiese 3
- CH.+Q. 22, giugno 1962 _ Bologna chiese 4
- CH.+Q. 23, settembre 1962 _ monografia sui simboli epigrafici nelle catacombe romane
- CH.+Q. 24, dicembre 1962
- CH.+Q. 25, marzo 1963
- CH.+Q. 26, giugno 1963
- CH.+Q. 27, settembre 1963
- CH.+Q. 28, dicembre 1963
- CH.+Q. 29, marzo 1964
- CH.+Q. 30-31, giugno-settembre 1964 _ monografia sulla chiesa di San Giovanni Battista a Campi Bisenzio in Firenze
- CH.+Q. 32, gennaio 1965
- CH.+Q. 33, marzo 1965
- CH.+Q. 34, giugno 1965
- CH.+Q. 35, settembre 1965
- CH.+Q. 36, dicembre 1965
- CH.+Q. 37, marzo 1966
- CH.+Q. 38, giugno 1966
- CH.+Q. 39, settembre 1966
- CH.+Q. 40, dicembre 1966
- CH.+Q. 41, marzo 1967 _ Le Corbusier H VEN Ospedale di Venezia
- CH.+Q. 42, giugno 1967
- CH.+Q. 43, settembre 1967
- CH.+Q. 44, dicembre 1967 _ numero dedicato al Congresso Internazionale sul tema "Spiritualità arte e cultura nella civiltà in divenire" (Bologna 15/16/17 settembre 1967) e al Congresso di Rimini/Urbino
- CH.+Q. 45, marzo 1968
- CH.+Q. 46-47, giugno-settembre 1968 _ monografia su architettura, religione e società in America Latina

### Coinvolgimento di Maestri internazionali a progettare edifici di culto per Bologna
Il cardinale Lercaro vuole che i grandi Maestri del Novecento si confrontino sul tema del sacro, ed è per questo motivo che avvia attraverso l'azione del Centro la loro chiamata. 
È nel n. 34 che viene data comunicazione della richiesta di Lercaro a Le Corbusier di costruire una chiesa a Bologna, nel n. 36 della conferma d'incarico e nel n. 37 dei primi sviluppi. Ancora nel n. 36 la rivista informa che anche Alvar Aalto accetta l'invito di Lercaro a costruire la chiesa di Santa Maria Assunta per Bologna e nel n. 37 racconta del sopralluogo del Maestro a Riola di Vergato e nel n. 40 della presentazione del progetto il 3 dicembre 1966 alla città di Bologna in Sala Carracci di Palazzo Zambeccari. 
Altro fronte aperto dal Centro studi è nel n. 40 l'incarico a Kenzo Tange di un centro religioso con intervista programmatica.

## Lo staff
Direttore responsabile mons. Luciano Gherardi. Vicedirettore Giorgio Trebbi (dal giugno 1965). Comitato direttivo Glauco Gresleri (presidente dal dicembre 1965). Redazione Giuliano Gresleri (redattore capo dal marzo 1963).
Il Comitato direttivo annovera nel tempo i seguenti nomi: Giorgio Trebbi, Glauco Gresleri, Luciano Lullini, don Antonio Savioli, Odoardo Bertani, Vittorio Gandolfi, Luigi Figini, Giorgio Kaisserlian, Costantino Ruggeri, Enea Manfredini, arch. Mario Roggero, Melchiorre Bega, Andrea Canevaro, Antonio Toldo, Nazareno Fabbretti, mons. Enzo Lodi, mons. Giovanni Catti. 
Il comitato di Redazione si separa dal comitato direttivo dal n. 15 e affiancano Giuliano Gresleri, Luciano Lullini e Luciano Ghedini sino al n. 28. Dal n. 29 al n. 32 è composta solo Giuliano Gresleri. Dal n. 33 si affiancano Mario Lodi, Roberto Rubini, Franco Scolozzi. Dal n. 34 si aggiunge Giuseppe Bussolari che rimane sino al n. 39. Dal n. 38 Enzo sostituisce Mario Lodi e rimane in redazione sino al n. 42. Nel n. 39 si aggiunge Giovanni Catti sino al n. 40. Nel n. 42 entra Flavio Ponzi. Dal n. 44 si comporrà di Gresleri e Scolozzi con Victor Simonetti a cui si aggiungeranno nel n.45 Flavio Ponzi e Anna Folicardi. 
I corrispondenti italiani sono: Lombardia Luigi Figini e Mario Radice. Piemonte Mario Roggero. Liguria Giorgio Olcese e Cesare Fera. Emilia Enea Manfredini. Roma Ildo Avetta. Lazio Ludovico Quaroni. Italia Meridionale Raffaele Cortigiani. Sardegna Francesco Aghemio. Dal n. 9-10 Figini entra nel comitato direttivo, si aggiunge per il Veneto Ignazio Gardella e per la Puglia Enzo Minchilli mentre il Cortigiani si occuperà solo della Basilicata e la Sicilia. Dal n. 33 subentrerà per il Piemonte Giuseppe Varaldo, per l'Emilia Osvaldo Piacentini, per il Lazio affiancherà Quaroni Michele Valori, Cortigiani passerà alla Basilicata mentre sulla Sicilia compare Raffaele Leone, si aggiunge per le Marche Luigi Cristini e per la Toscana Giovanni Klaus Koenig. Dal n. 34 si aggiunge per il Friuli-Venezia Giulia Silvano Varnier. Dal n. 41 per il Trentino-Alto Adige Theo Crocchiola. Dal n. 43 Varnier si occuperà anche del Veneto.
I corrispondenti esteri appaiono dal n. 33: Austria Toni Manzel. Canada Wilfred Cantwell Smith. Danimarca Johann Otto von Spreckelsen. Finlandia Jouko Mähönen. Francia P. Capellades. Inghilterra Tudy Sammartini. Nord Africa Raffaele Contigiani. Portogallo Diogo Lino Pimentel e João de Almeida. Repubblica Federale tedesca Gottfried Boehm. Svizzera Hermann Baur e Ferdinand Gehr. USA Marcel Breuer e Cloud Meinberg.

## Contributi
Ai contributi scritti dello staff si aggiungono nel tempo quelli di architetti e liturgisti. Le pagine ospitano per il dialogo internazionale anche direttori di altre riviste europee dedite al tema del sacro: nel n.16 p. A. M. Cocagnac per Art Sacré, nel n.27 Frédéric Debuyst per l'Art d'Eglise. Sono qui ora elencati i contributi secondo l'ordine cronologico di apparizione sulla rivista: Giacomo Lercaro, Gaston Bardet, Roberto Papini,  prof. Eva Tea, Giovanni Fallani, Saverio Muratori, Enrico Castiglioni, Fritz Metzger, Antonio Ravaioli, Pierre Vago, Venturino Alce, Raffaello Fagnoni, Giuseppe Lazzati, Bruce Marshall, Cloud Meinberg, Gio Ponti, Evamaria Bukner, Pier Luigi Nervi, Romano Viviani, Arrigo Armieri, Aleardo Mazzoli, Vittorio Albertazzi, V. Maini e V. Rovera, Joseph Pichard, Mario Brunati, Alessandro Mendini, Ferruccio Villa, Carlo Perogalli, Luigi Mallé, Manuel Gonçalves Cerejera, Le Corbusier, M. Winninger, M. J. Labbens, M. F. Houtart, Arturo Locatelli, Antonio Faranda, Alfredo Barbacci, Corrado Corazza, Fortunato Bellonzi, Leopold Figl, Thomas M. Messer, Donald O'Sullivan S.I., Jacob Seelen, André Le Donne, Pierre Pinsard, Eugène Freyssinet, Dominikus Böhm, Pietro Quaroni, Silvano Burgalassi, Aldo Milani, Antonello Vincenti, Gillo Dorfless, Achille Castiglioni, Pier Giacomo Castiglioni, Ezio Cerutti, Vico Magistretti, Magnaghi e Terzaghi, Angelo Mangiarotti e Bruno Morassutti, Mario Tedeschi, Carlo Villa, Marco Zanuso, Enrico Villa, G. Astengo, Tarcisio M. Piccari O.P., Luigi Vignali, Adolfo De Carlo, Andrea Mor, Angelo Sibilla, Mario Labò, Carlo Trevisan, Maurice Jean Cocagnac O.P., Albert Dietz, Bernhard Grothe, Carlo Perogalli, Richard J. Neutra, Robert E. Alexander, Giovanni Gandolfi, Pierluigi Giordani,  William J. Cavanaugh, G. Lazzati, Silvano Bardazzi, Lando Bartoli, Giovanni Michelucci, Enrico Mandolesi, Giulia Veronesi, Enrico Francia, Albert Burkart, Maurice Lavanoux, Liliana Grassi, Fortunato Bellonzi, Josef Frings, Giuseppe Samonà, Vanni Zannella, Giuseppe Wendel, Herbert Muck, Tudy Sammartini, Ezio Caizzi, Giuseppe Pagano, Giovanni Leo Salvotti, Renzo Pardi, Angelo Galesio, Gino Pratelli, Aleardo Mazzoli, Gilberto Baroni, Goffredo Boschetti, Carlo Bassi, Federico Gorio, Marcello Vittorini, Filippo Monti, Giancarlo Cevenini, Giuseppe Coccolini, Franco Serafini, Pellegro Promontorio, Paolo Marella, Vittorio Martinuzzi, Rodolfo Bettazzi, G. Bozzato, G. Guenzi, V. Valeriani, Lewis Mumford, Giovanni B. Montini, Domenico Rodella, Elia Acerbis, Cesare Blasi, Gabriella Padovano Blasi, Günter Rombold, Giovanni De Menasce, Marie-Alain Couturier O.P., Murray e Jones-Murray, Pia Bruzzichelli, Fernando Della Rocca, Agnoldomenico Pica, André Charné, Frédéric Debuyst, Alfredo Lambertucci, Cipriano Vagaggini, Felipe Morales, Alfonso Stocchetti, Angelo Polesello, Aldo Montù, Guido Di Fidio, Michele Spina, Erich Huber, Leonardo Mosso, Wilhelm Schlombs, Paolo Prodi, Marcel Breuer, Richard Neutra, Paul Baumgarten, Jo van den Broek, Jacob B. Bakema, Tita Carloni, Joseph Windermann, Helmut Mauren, Julius August Döpfner, Vezio Nava, Manieri-Elia, Alvar Aalto, Salvatore Marsili, Cesare Macchi-Cassia, Ernesto Balducci, Emile Pin, Pelli e Lumsden, Enzo Maccagnolo, Franco Jossa, Antonio Messineo, Leonardo Benevolo, Pietro Porcinai, Le Corbusier, Yona Friedman, Pietro Bulgheroni, Raffaele Selleri, Joseph Fitzpatrick, Solier, Courtois, Lajus, Anna Morawska, Piero Gazzola, Luigi Moretti, Guillermo Jullian de la Fuente, Jean Capellades O.P., José Marìa Gonzáles Ruiz, Michele Pellegrino, Luciana de Rosa, Paolo Caruso, Giuseppe D'Ercole, Jean Descola, Thomas Reiner, Francisco Bravo, Sachio Ōtani, Taneo Oki, Paolo Soleri, Giuseppe Dossetti, Kenzō Tange, Vilma Sturm, Cesare Blasi, Maria Grazia Pedretti, Herman Baur, E. Steffan, Camillo Torres, Josué de Castro, Sergio Cammelli, Paul Blanquart o.p., Andrew Gunter Frank, Paul Bouin, p. J. Comblin, W. Mangin, J. Turner, Marcello Petrignani, Sergio Bracco, Roberto Segre, Arturo Paoli, Segundo Galilea.